# Jacobsaptera
Jacobsaptera – rodzaj pluskwiaków z podrzędu różnoskrzydłych i rodziny korowcowatych. Obejmuje trzy opisane gatunki.

## Taksonomia
Rodzaj i gatunek typowy po raz pierwszy opisane zostały w 2004 roku przez Ernsta Heissa na łamach „Linzer biologische Beiträge”. Nazwę rodzajową nadano na cześć heteropterologa Dawida Jacobsa. Dwa kolejne gatunki opisane zostały przez Heissa w 2011 roku. W sumie do rodzaju zalicza się:
- Jacobsaptera pilicornis Heiss, 2004
- Jacobsaptera reunionica Heiss, 2011
- Jacobsaptera weiserti Heiss, 2011

## Morfologia
Pluskwiaki o ciele długości od 3,7 do 6,1 mm, w zarysie prawie równoległobocznym do owalnego, porośniętym delikatnymi, żółtawymi, przylegającymi włoskami oraz długimi, sterczącymi szczecinkami. Oskórek J. reunionica jest matowy, natomiast u pozostałych gatunków błyszczący. Ubarwienie jest rudobrązowe do ciemnobrązowego, czasem z elementami jasnożółtymi. Trójkątna w zarysie głowa ma krótki nadustek, duże, kulistawo wyłupiaste oczy i mocno przewężoną szyję. Około trzykrotnie szersze niż dłuższe przedplecze ma dobrze wykształconą obrączkę apikalną. U J. weiserti tylno-boczne kąty przedplecza kanciasto wystają, u pozostałych gatunków są zaś równomiernie zaokrąglone. Śródplecze jest trójkątne. Zaplecze tworzy dwa rombowate skleryty. Skrzydeł brak zupełnie. Odnóża cechują się słabo rozdętymi udami, walcowatymi goleniami, dwuczłonowymi stopami, cienkimi pseudopulwillusami oraz szczecinkowatymi parempodiami. Odwłok ma mediotergity od pierwszego do szóstego zlane w jedną płytkę.

## Rozprzestrzenienie
Rodzaj endemiczny dla archipelagu Maskarenów na Oceanie Indyjskim. Znany z Mauritiusa i Reunionu.